# Middlesex
Middlesex a fost unul dintre cele 39 Comitate istorice ale Angliei.

## Istoric
Middlesex a fost situat la nord-vest de City of London, acesta, datorită puterii politice ajungând să domine activitatea comitatului imediat după înființarea acestuia. Middlesex a fost afectat în mod semnificativ de expansiunea zonei metropolitane a Londrei în secolele XVIII și XIX astfel că încă din 1855 partea sud-estică a comitatului intră în administrația acesteia. Odată cu introducerea consiliilor comitatelor în 1889, 20% din teritoriul comitatului Middlesex a fost transferată comitatului Londra, noul comitat administrativ Middlesex reprezentând doar porțiunea din nord-vest a comitatului istoric.
În perioada interbelică expansiunea urbană a Londrei s-a accentuat, Middlesex beneficiind de dezvoltarea rețelelor de transport și de noul val de industrializare de la periferia Londrei. După cel de [[al doilea război mondial, datorită declinului populației în zonele puternic urbanizate în detrimentul suburbiilor, a fost decisă desființarea comitatului în 1965 și incorporarea acestuia în teritoriul Londrei Mari, cu excepția unor teritorii ce au fost atribuite comitatelor Hertfordshire și Surrey.

## Reședință
Middlesex nu a avut o reședință evidentă, datorită situării în apropierea Londrei, diferite locații fiind utilizate în diverse scopuri. Astfel tribunalul penal al comitatului se afla la Old Bailey pe teritoriul City of London iar până în 1889 Șeriful de Middlesex era ales de corporația City of London. Sediul instituțiilor ce luau deciziile administrative era situat la Clerkenwell, iar din 1701 membrii parlamentului din partea comitatului erau aleși la  New Brentford, localitate ce a fost descrisă în 1789 ca fiind reședință. Cu toate acestea aici nu se afla nici o clădire publică administrativă. În 1889, odată cu înființarea consiliului comitatului, acesta și-a desfășurat activitatea în clădirea Middlesex Guildhall din Westminster. Aceasta era pe teritoriul Comitatului Londra, fiind astfel în exteriorul teritoriului comitatului.